# スポッティド島
スポッティド島 (Spotted Island) はカナダ、ラブラドール地方東岸沖にある島。
北と東はラブラドル海に面し、南にはドミノランと名づけられた海峡を隔ててポンズ島がある。島は長さおよそ4マイル、幅は2マイルである。島の名前は東岸で見られる白と黒の縞になった崖に由来する。
1867年、この島でウィリアム・ジャックマンが座礁した船から単独で27人を救助するという出来事があった。
1961年まで、この島にはパインツリーラインの早期警戒レーダー基地があった。

## 参照
1. ↑  http://www.nunatukavut.ca/home/files/pg/11x17_figuresmaps_and_family_trees_for_insertion_into_2010_land_claim_document.pdf
2. http://www.nunatukavut.ca/home/files/pg/11x17_figuresmaps_and_family_trees_for_insertion_into_2010_land_claim_document.pdf
3. http://www.nunatukavut.ca/home/files/pg/11x17_figuresmaps_and_family_trees_for_insertion_into_2010_land_claim_document.pdf
4. ↑  http://www.nunatukavut.ca/home/files/pg/11x17_figuresmaps_and_family_trees_for_insertion_into_2010_land_claim_document.pdf